# Printre lebede și baloane
Printre lebede și baloane este un film românesc din 1965 regizat de Gabriel Barta.